# Шавров, Михаил Владимирович
Михаил Владимирович Шавров (1828, Тверская губерния — 1884, Санкт-Петербург) — русский православный церковный деятель и духовный писатель, профессор словесности, действительный статский советник.

## Биография
Родился в Тверской губернии 5 (17) сентября 1828 года. Учился в Тверской духовной семинарии, затем в Московской духовной академии, которую окончил в 1852 году со степенью магистра богословия.
С 1852 по 1864 — профессор словесности в Санкт-Петербургской духовной семинарии. За монографию «О третьей книге Ездры. Опыт исследования о книгах апокрифических» (СПб., 1861) получил звание магистра богословия. Одновременно, в 1858—1862 гг. был помощником редактора журнала Духовная беседа.
В 1864 был назначен чиновником особых поручений при обер-прокуроре Святейшего Синода. Был произведён в чин действительного статского советника 16 апреля 1878 года. Был награждён орденами: Св. Станислава 2-й ст. с императорской короной (1866), Св. Анны 2-й ст. с императорской короной (1871), Св. Владимира 3-й ст. (1874).
Умер 20 июля (1 августа) 1884 года.

## Творческая деятельность
Магистерская диссертация М. Шаврова была охарактеризована митрополитом Филаретом (Дроздовым) как «исследование основательное и многостороннее». Труд писателя стал образцом православной и строго научной работы. М. Шавров тщательно изучил историю толкования третьей книги Ездры и её филологических особенностей. Он отметил, что в книге можно выделить два пласта, один из которых сохранился в латинском переводе и является переводом с греческого языка (гл.3-14), другой (пролог и эпилог), вероятно, принадлежит иному автору. Оригинал книги, по мнению Шаврова, был скорее всего написан на еврейском языке. Поскольку третья книга Ездры «обильна истинами христианскими», исследователь относит её к I-II вв. н. э.
М. Шавров — автор ряда богословских трудов, из которых наиболее известны:
- Православие. Исторический очерк (1859);
- Духовное звание в России (1859);
- О священной истории протоиерея Богославского (1859);
- Иов и друзья его: по поводу произведения Ф. Н. Глинки: Иов, свободное подражание священной книге Иова;
- О третьей книге Ездры, опыт исследования о книгах апокрифических (магистерская диссертация, 1861);
- Преосвященный Григорий, митрополит Новгородский и Санкт-Петербургский (1860)
- Роман в Англии: (Жизнь за жизнь)(1862);
- Школа фрагментистов и её попытки опровергнуть целость и единство книги Бытия (1862) и др.

Ему также принадлежит ряд библейских очерков: «О Книге Иова», «О теории Фатера» и др.